# Body Talk
«Body Talk» — песня испанского дуэта Baccara, написанная продюсером группы Рольфом Соей и сонграйтером Фрэнком Досталом.
В июне 1979 года композиция вместе с песней «By 1999» на второй стороне была выпущена как сингл в ряде европейских стран, однако попасть в чарты удалось лишь в Германии (26-я позиция). Любопытно, что этот сингл, наряду с «Yes Sir, I Can Boogie», является единственным, изданным также в 12-дюймовом макси-формате.
Песни присутствуют на альбоме Colours.
Также существует испанская версия сингла, «Baila Tú» / «En El Año 2000».

## Список композиций
7" сингл (RCA PD 5901)
1. «Body Talk» — 4:38
2. «By 1999» — 3:42

## Позиции в чартах
| Чарт (1979)          | Высшая позиция |
| -------------------- | -------------- |
| German Singles Chart | 26             |